# Wilfrid Laurier
Sir Henri Charles Wilfrid Laurier (Saint-Lin–Laurentides, 20 de noviembre de 1841-Ottawa, 17 de febrero de 1919) fue primer ministro de Canadá entre 1896 y 1911.
Estudió abogacía en la Universidad McGill, donde fue un influyente miembro del liberal Instituto Francocanadiense. Trabajó en la legislatura de Quebec (1871-1874) y la Cámara de los Comunes canadiense (1874-1919), donde en 1885 entregó una petición de clemencia para Louis Riel. 
Llevando al Partido Liberal de Canadá a ganar las elecciones de 1896, Laurier fue nombrado primer ministro, el primer franco-canadiense y católico en obtener ese cargo. Abogó por la unidad entre los canadienses francófonos y los de habla inglesa, el desarrollo de los territorios occidentales, la protección de la industria canadiense y la ampliación del sistema de transporte.
Su insistencia sobre la protección de la autonomía canadiense en sus relaciones con Reino Unido, ayudó a perfilar el concepto moderno de una Comunidad de Estados Independientes. Su apoyo para un tratado de reciprocidad comercial con los Estados Unidos contribuyó a la derrota de su gobierno en 1911. Laurier es recordado como uno de los estadistas canadienses más sobresalientes.
Laurier aparece como rostro de los billetes de 5 dólares canadienses.
| Predecesor: Charles Tupper | Primer ministro de Canadá 1896-1911 | Sucesor: Robert Borden |